# Arqueología postprocesual
La arqueología postprocesual, arqueología radical o arqueología contexual es un movimiento surgido en Gran Bretaña a partir de los años 80 como reacción contra la arqueología procesual y amparado en la filosofía postmoderna. Los postprocesualistas rechazan el determinismo y la imparcialidad aséptica del procesualismo, argumentando que cada arqueólogo está fuertemente mediatizado por sus experiencias personales y por su entorno, lo que imposibilita un enfoque completamente objetivo de los problemas arqueológicos.

## Crítica a la arqueología procesual
«Ocurrió que inevitablemente los Nuevos Arqueólogos se hicieron viejos»
Matthew Johnson

Los postprocesualistas han señalado numerosos agujeros en las teorías procesuales, como es el caso de la debilidad en la contrastación de sus hipótesis, el abuso indiscriminado de la Teoría del Nivel Medio como herramienta universal para validar cualquier idea, el fracaso en la aplicación de la Teoría de sistemas recurriendo a parches como la «Caja negra» de Clarke, la falta de resultados que demuestren la supuesta superioridad de sus procedimientos (cuando no de sonados fracasos o de ideas peregrinas), el determinismo funcional, la excesiva abstracción de sus trabajos (que a menudo son meros ejercicios teóricos, basados en informaciones de segunda mano) y, sobre todo, el menosprecio del ser humano como individualidad.
La Arqueología postprocesual defiende la importancia del individuo, de cada uno de sus actos personales así como la originalidad y singularidad de las culturas que forman («agency»: el libre albedrío  o la heurística, opuestos al determinismo procesual: la capacidad de las personas o de las sociedades para tomar decisiones por propia iniciativa, en virtud de sus valores éticos y morales).

## Características de la arqueología postprocesual
Asimismo, afirman que se sobreestiman las cualidades del Método científico y dudan que sea posible aplicarlo estrictamente en Arqueología pues existen diversos factores intrínsecos a esta disciplina que lo impiden y hay uno fundamental: una ciencia que estudia al ser humano forzosamente debe ser una ciencia humana. Por ejemplo, es imposible, como se hace en otras ciencias, repetir algunos experimentos por parte de científicos independientes: es el caso de la propia excavación arqueológica. En Arqueología suele ocurrir que los fenómenos estudiados son únicos y aislados (y, por lo tanto, no susceptibles de contrastación independiente, como dicta el método científico; para ellos, recurrir a la traducibilidad parece una salida fácil, pero es una salida falsa). Así, pues, los arqueólogos postprocesuales defienden el relativismo científico aceptando el carácter blando de la disciplina, reconciliándose en parte con el historicismo cultural y, además, afirman que el conocimiento puede ser utilizado de forma estratégica a favor o en contra de determinadas causas. Es decir, la moral debe estar por encima de la ciencia y por tanto esta puede ser modelada por aquella.
Este relativismo hace que la Escuela postprocesual carezca de una unidad conceptual tan sólidamente construida como la Arqueología procesual: cada equipo, a pesar de contar con idénticos datos, puede realizar una interpretación distinta de un mismo fenómeno. La Escuela postprocesual es heredera directa de la Arqueología europea historicista, pero dotada, esta vez, sí, de armas científicas, aunque dentro de un paradigma primario Postmoderno (que cuestiona, en sí mismo, la validez universal del Método científico). A este marco general se unen otros paradigmas secundarios como las humanidades, el neomarxismo, el feminismo, el estructuralismo, la arqueología del comportamiento…
La ventaja de este planteamiento es el enriquecimiento de los puntos de vista y la generación de debates que generalmente son muy constructivos; el inconveniente es que los arqueólogos postprocesuales han caído en cierto pesimismo científico ante el peligro del «Todo Vale», pues todo aporta. De hecho, el postprocesualismo, a veces, peca de discursivo y errático ya que, como decimos, carece de una posición unitaria frente a los fenómenos que estudia. En resumen, podría decirse que el único elemento unificador es su oposición a la Nueva arqueología.
Muchos arqueólogos y prehistoriadores actuales se sienten en la encrucijada de no comulgar con los presupuestos de la Arqueología procesual, pero se niegan a aceptar el pesimismo postprocesual que relega la disciplina prehistórica y la arqueología a ciencias de segunda categoría. El mayor reproche que le hacen al Postprocesualismo es su renuncia al Método, su oposición a ser una ciencia experimental cuyas hipótesis considera incontrastables (y, por tanto, no científicas). Esa especie de derrotismo que les hace aceptar como verdaderas las explicaciones más razonables, sin someterlas a controles estrictos; lo que, a veces, induce a cuestionarse el porqué de la Arqueología (si, total, los resultados no pueden ser comprobados).

«Y, digo yo: ¿Para qué arrastrar tántas dificultades prospectando y excavando en sitios tan remotos de la comodidad del gabinete universitario: observando, midiendo, registrando con tanto esmero, en medio de los mosquitos y bajo un calor de infierno, es decir, para qué ser arqueólogo, si luego el asunto se resuelve alegando la validez unilateral de su lectura?»
César Velandia: Anti-Hodder

Pero aclaman hallazgos tales como la honestidad y la continua crítica, la humildad científica (aceptando que, a través de interpretaciones provisionales, hermenéuticas, es posible avanzar en la investigación), la recuperación del valor contextual de los fenómenos (en el tiempo y en el espacio), el rechazo a los puntos de vista dogmáticos y la revisión de muchas teorías a la luz de nuevos paradigmas: por ejemplo, el papel de la mujer en la Prehistoria (Feminismo), la importancia de la realidad simbólica por encima del materialismo puro (Estructuralismo), la denuncia de las asimetrías e injusticias sociales (Marxismo). En pocas palabras, la Arqueología debe comprometerse, al estudiar el pasado, para mejorar el presente y el futuro.

«La arqueología es un instrumento de la revolución cultural que ayuda a emancipar a la gente de las ideologías represivas»
Matthew Johnson, op. cit, página 18

Igualmente reconocen los grandes avances que se han hecho en la arqueología de campo. Una de las consecuencias de considerar como único cada fenómeno prehistórico es el deseo de preservarlo a toda costa, siendo los arqueólogos postprocesuales renuentes a excavar sin necesidad, pues como mejor se conserva un lugar arqueológico es manteniéndolo intacto. Y, cuando lo hacen, se entregan a ello con un mimo y una minuciosidad que pueden llegar a parecer exasperantes. A pesar de iniciar cualquier investigación con un paradigma o planteamiento hipotético previo que la dirija, éste se supedita a un planteamiento general que permita a otros estudiosos aplicar paradigmas diferentes. Además, están dispuestos a cambiar su enfoque sobre la marcha, en función de los resultados que se vayan obteniendo, pues éstos pueden plantear nuevos problemas científicos y, por lo tanto, nuevas formas de ver la investigación.
La arqueología postprocesual, al defender el relativismo científico ha ido evolucionando y divergiendo en escuelas regionales poderosamente influidas por la tradición de cada equipo, facultad o universidad. Por ejemplo, en Europa continental tienen mucho peso las tradiciones de los prehistoriadores historicistas (que generalmente han desarrollado una disciplina idiográfica), mientras que en Australia, cuyos arqueólogos pasan largas temporadas con los aborígenes se sienten muy influidos por la Antropología cultural y comparada. Por su parte, el postprocesualismo es muy poco popular en América, donde la Arqueología procesual sigue siendo el paradigma dominante.

## Figuras de la arqueología postprocesual
El término Arqueología postprocesual es problemático, sobre todo si se intenta utilizar una teoría unificadora. Lo cierto es que, como dirían los ingleses es un «umbrela term», o, como diríamos en español, un «cajón de sastre» en el que se incluye a todo el que no siga el Procesualismo. Lo cierto es que muy pocos arqueólogos aceptan recibir la etiqueta del postprocesualismo, debido a la vaguedad del término y tienen sus propios calificativos. Además, es un fenómeno que se da en los departamentos de las universidades (mientras que es difícil de ver en los museos o en los arqueólogos de campo). El núcleo principal está en Gran Bretaña (Theoretical Archaeology Group in Britain: TAG), pero también hay ramificaciones por Holanda y Escandinavia (Nordic TAG in Scandinavia). Suele aflorar en forma de congresos, pero, de los asistentes, pocos se inscriben como postprocesuales.
- Ian Hodder (1948): Profesor de Arqueología de la Universidad de Cambridge, ocupó el mismo puesto que David L. Clarke, pero desde unos presupuestos totalmente contrarios (a pesar de su amistad personal); pasando recientemente a ocupar una cátedra en la universidad estadounidense de Stanford. Además de ser uno de los máximos responsables de la creación del paradigma Postprocesual, es más conocido por haber dirigido el proyecto de excavación y recuperación del yacimiento de Çatalhöyük, preparándolo para su visita turística. Ian Hodder es uno de los máximos partidarios de la interpretación subjetiva de los datos arqueológicos, sin dejar de lado la estadística aplicada, por ejemplo, la distribución arqueológica de los yacimientos en el espacio geográfico.
- Christopher Tilley y Michael Shanks: suelen trabajar juntos en el campo teórico, al menos hasta que Shanks se trasladó a la universidad de Stanford. Sus obras más importantes se centran en los aspectos sociales del Neolítico y la Antigüedad Clásica. También han estudiado la fenomenología de los objetos arqueológicos intentando extraer la información social que pudieran tener sin que esta fuese evidente y aplicar esta a la evolución del paisaje, abstrayendo conclusiones sociales del estudio de los paisajes humanizados en relación con los hallazgos megalíticos.
- Robert W.Preucel: Aunque es colaborador de Hodder en California, Preucel comenzó abrazando la Nueva arqueología. De igual modo, aunque su doctorado versaba sobre el Antiguo Egipto, después se especializó en los pueblos nativos de Norteamérica, especialmente en los aborígenes de Arizona y sus alrededores (Navajo, Pueblo...). Preucel es particularmente conocido por dirigir el proceso de devolución de los santuarios rupestres a los nativos americanos, garantizando, además su conservación (ya que supervisa el Native American Graves Protection and Repatriation Act). Otro de los grandes logros de Preucel es la organización del mayor debate entre la Arqueología Procesual y la Postprocesual, cuyos resultados fueron publicados por él mismo bajo el título de «Processual and Postprocessual Archaeologies: Múltiple Ways of Knowing the Past».